# Jean-Alexandre Pézieux
Jean-Alexandre Pézieux, né le 17 juin 1850 à Lyon et mort le 13 septembre 1898 à Épinay-sur-Seine, est un sculpteur français.
Il est notamment connu pour avoir été un des praticiens d’Auguste Rodin.

## Biographie

### Formation et débuts
Jean-Alexandre Pézieux est le fils de modestes artisans lyonnais et le neveu de Jean-Hippolyte Pézieux, orfèvre et sculpteur actif à Lyon.
De 1863 à 1865, Jean-Alexandre Pézieux étudie la sculpture à l’École des beaux-arts de Lyon dans l'atelier de Joseph-Hugues Fabisch. Il participe à son premier Salon à Lyon en 1872 où il présente un médaillon en plâtre de Pierre Dupont, fait de mémoire. En 1874, il est admis à l'École des beaux-arts de Paris où il devient l'élève de François Jouffroy et de Tony Noël. Cette même année, il travaille avec Jean-Joseph Carriès au fronton du château de Meslay-le-Vidame pour le comte de Brimont. Il participe au Salon de Paris de 1877.

### Praticien pour Auguste Rodin

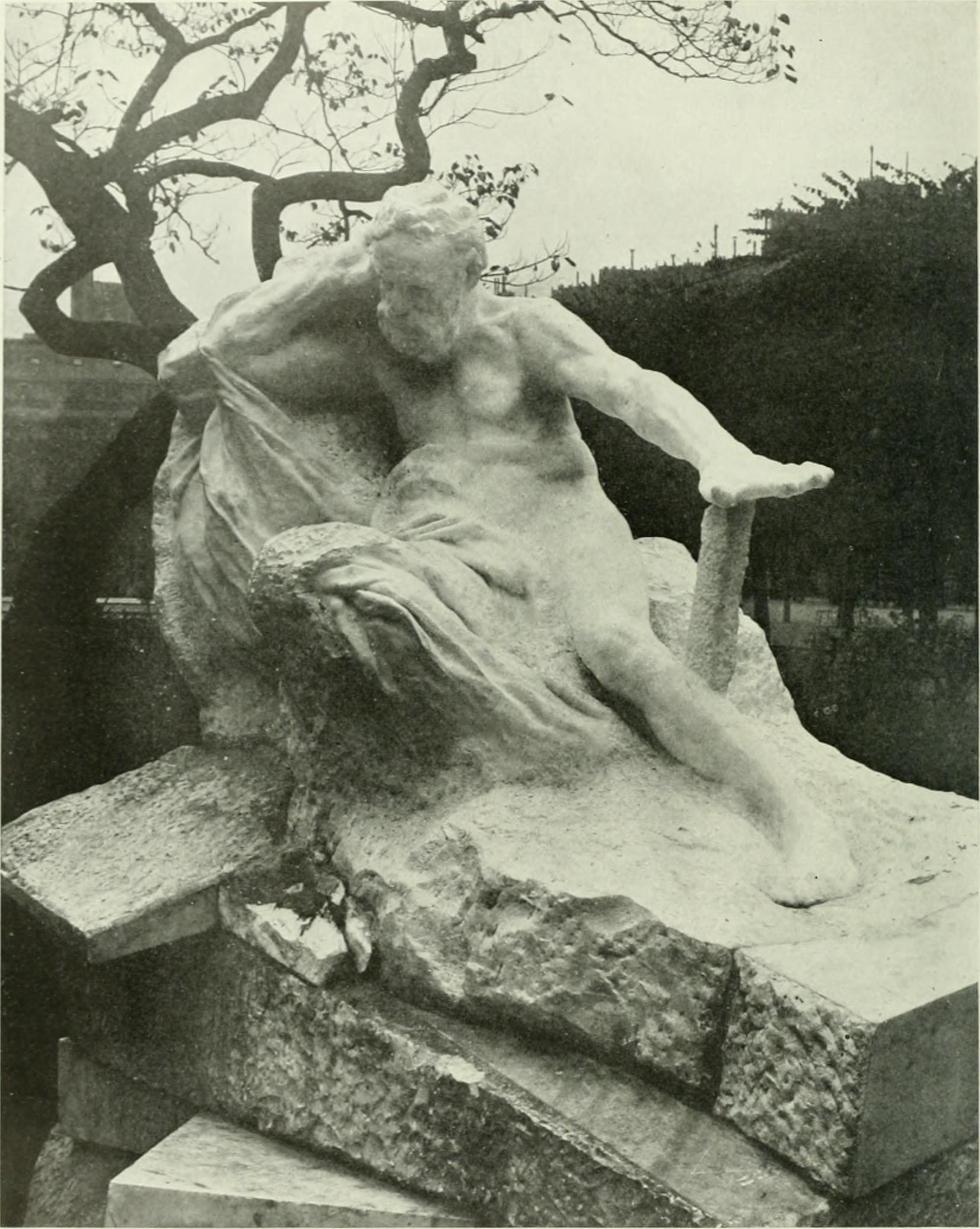
Auguste Rodin, Monument à Victor Hugo (1897), marbre, Paris, musée Rodin. Vue du monument alors érigé dans le jardin du Palais-Royal jusqu'en 1932.

Pour résoudre des problèmes financiers, Jean-Alexandre Pézieux devient praticien pour le compte d'Auguste Rodin, aux côtés d'Auguste de Niederhausern (dit Rodo) et d'Antoine Bourdelle en 1888, 1894 et de 1896 à 1898. Apprécié par Auguste Rodin, Pézieux travaille notamment à L'Illusion, sœur d'Icare (1890) et au Monument à Victor Hugo (Paris, musée Rodin). Jean-Alexandre Pézieux était pour Rodin l’artiste qu’il estimait le plus et qui « fut pour quelque chose dans les dernières phases de son évolution. ». Pézieux sculpta une Ève en l’honneur de Rodin.

### Les Salons de la Rose-Croix (1892-1893)
Jean-Alexandre Pézieux est le troisième collaborateur d'Auguste Rodin avec Antoine Bourdelle et Auguste de Niederhausern à participer aux Salon de la Rose-Croix.  Ses relations avec Joséphin Peladan ne sont pas connues, mais ce dernier compte sur sa participation dès 1891. Il expose en tout sept œuvres aux Salons de la Rose-Croix de 1892, 1893 et 1897 : Mme Antoine-Alexandre Pézieux (le buste de sa mère), Virgo Admirabilis, Douleur, Tête de Jeanne d'Arc, Tête de Christ et deux autres œuvres moins connues datant de 1892, Étude pour une Idylle (esquisse en terre) et Le Travail (haut-relief en plâtre).

### Les dernières années
Vers 1887, Jean-Alexandre Pézieux effectue un séjour en Italie qui le marque profondément.
En 1898, il tombe malade et est hospitalisé à la maison de santé d’Épinay-sur-Seine avec sa sœur Marie Pézieux. Il est suivi par un psychiatre, le Dr Trarius, décrit comme « brutal et autoritaire ». Rodin lui rend visite et le trouve en bonne santé. Quelques jours plus tard, Pézieux est retrouvé par sa sœur, grièvement blessé, inconscient et ensanglanté sur son lit. Le Dr Trarius explique alors qu’ils se serait défenestré. Octave Mirbeau, quant à lui pensera à une agression sadique de l’un des gardes de l'hôpital. Jean-Alexandre Pézieux meurt le 13 septembre 1898 de neurasthénie. Il est enterré à Paris au cimetière du Montparnasse.

## Son œuvre

### Style
Jean-Alexandre Pézieux est décrit comme « un idéalisateur de formes ». Il s’intéresse à l’équilibre des lignes et aux jeux de lumière. Il s’attache aussi à l’unité et à l’harmonie dans l’espace. La forme est pour lui une succession de plans qui fuient et doit être contenue dans une ellipse idéale. Pézieux reprend par ces principes et sa facture souple, les idées qui président à la sculpture de la Renaissance. Son voyage en Italie inspirera également son style. Pour Alphonse Germain, Pézieux n’a qu’une passion dominante : « modeler des formes en ronde bosse ou arabesquer des contours  sur des fonds ». Pézieux indiquait à propos de sa technique que le marbre « lui permettait de montrer un effet plus calme que le plâtre et de rendre plus élevée la douleur humaine ». 

#### MmeAntoine-Alexandre Pézieux

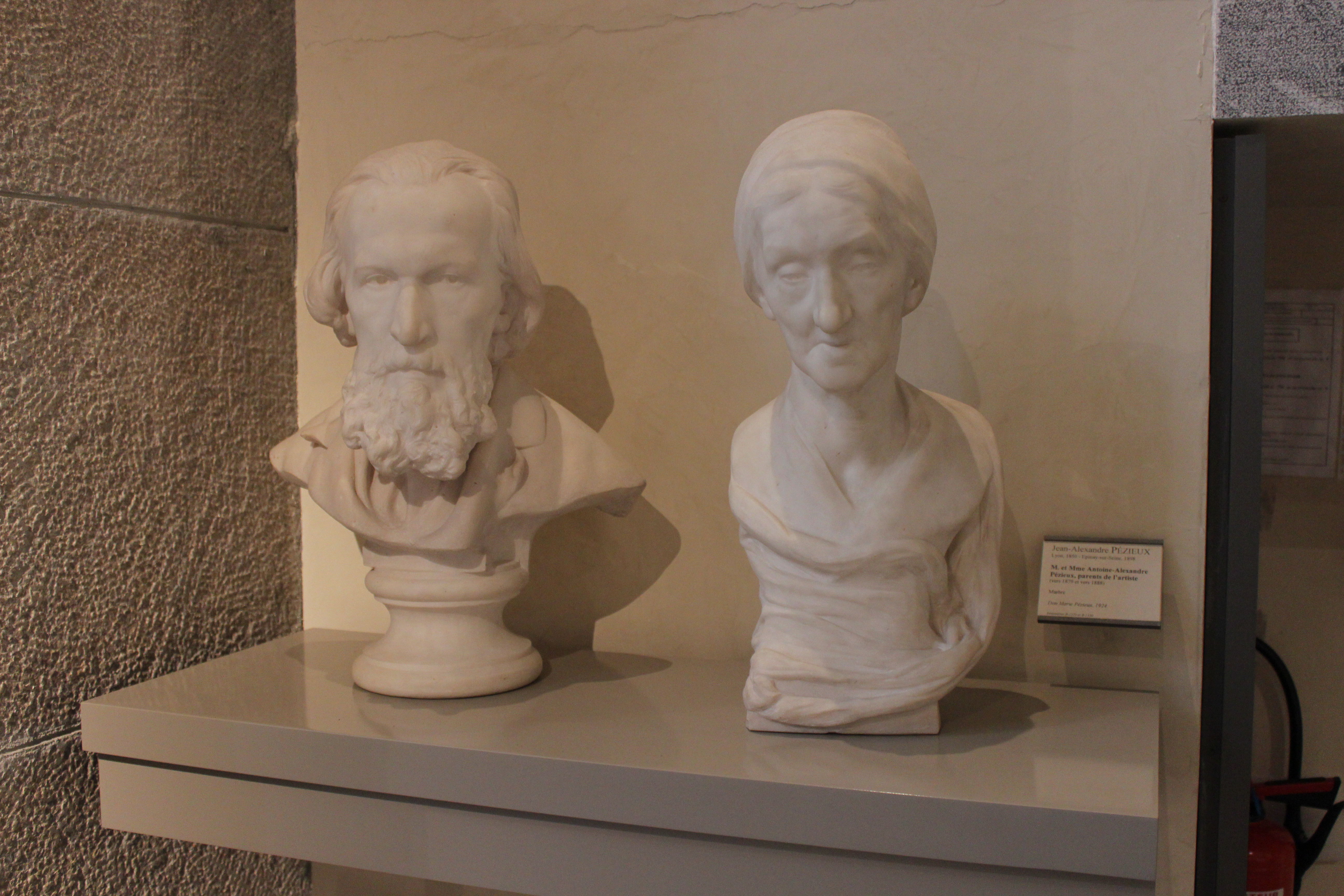
M. et Mme Antoine-Alexandre Pézieux, parents de l'artiste (vers 1879 et 1888), marbre, musée des beaux-arts de Lyon.

À plusieurs reprises, Jean-Alexandre Pézieux sculpte des portraits de ses proches ou de ses contemporains. Il envoie un buste de sa mère, Mme Antoine-Alexandre Pézieux, au Salon de la Rose-Croix de 1892. Les traits de cette dernière sont rendus avec douceur et simplicité. Le drapé qui enroule la base et cache la coupure des épaules est similaire à celle qu’emploie Camille Claudel dans la Valse. Le buste en cire date de 1888, il le traduira en marbre par la suite. La buste en marbre est conservé au musée des beaux-arts de Lyon.

#### Virgo Admirabilis
Ce bas-relief en plâtre teinté ou en terre cuite est présenté au Salon de la Rose-Croix de 1892. Il représente une Vierge à l’Enfant polychrome. Les critiques remarquent l’originalité de Pézieux quant à la représentation des émotions de la Vierge. Une expression de tristesse émane de la mère et de l’enfant. Pézieux a exécuté plusieurs Vierges, qu’il intitule Virgo. Sa correspondance avec l’État nous indique qu'il utilisait la figure de la Vierge comme prétexte à l’étude des expressions. Comme pour son œuvre Jeanne d’Arc, il souhaite humaniser ses figures.

#### Douleur
Douleur est un haut-relief en plâtre patiné terre cuite exposé au Salon de la Rose-Croix de 1892 sous le no 117. Ce médaillon comprend les caractéristiques de l’Abattement du cœur dessiné par Charles Le Brun. Pézieux joue sur la chevelure et ajoute ainsi un caractère romantique et expressionniste à cette œuvre. Ce médaillon peut être mis en relation avec la statue du même nom exécutée pour la tombe d’Adolf Reitlinger en 1897 au cimetière du Montparnasse à Paris.

#### Étude, Tête de Jeanne d’Arc
Pézieux présente une esquisse en terre de la tête de Jeanne d’Arc au Salon de la Rose-Croix de 1892. Elle porte le no 119. C'est probablement une étude pour la statue en marbre Le Martyre de Jeanne d'Arc, conservée à Rouen à l'Historial Jeanne d'Arc.
La réception critique de ce plâtre, d’abord présenté au Salon de 1885, amenèrent Pézieux à modifier son œuvre. La sainte était jugée trop humaine selon ses contemporains. Pézieux déclare avoir pris son inspiration dans l’Histoire de France de Jules Michelet, où Jeanne d’Arc est décrit comme : « Cette vivante énigme, cette mystérieuse créature que tous jugèrent surnaturelle, cet ange ou se démon, qui, selon quelques-uns, devait s'envoler un matin, il se trouva que c'était une jeune femme, une jeune fille, qu'elle n'avait point d'ailes, qu'attachée, comme nous, à un corps mortel, elle devait souffrir, mourir et de quelle mort ! »

#### Tête de Christ
Pézieux expose un médaillon de Tête de Christ au Salon de la Rose-Croix de 1893. Il a sculpté trois autres médaillons assez similaires sur ce thème. « Jean-Alexandre Pézieux tente de revisiter la Renaissance italienne en insufflant humanité et émotion dans ses œuvres ».

#### L’Écho enchanteur

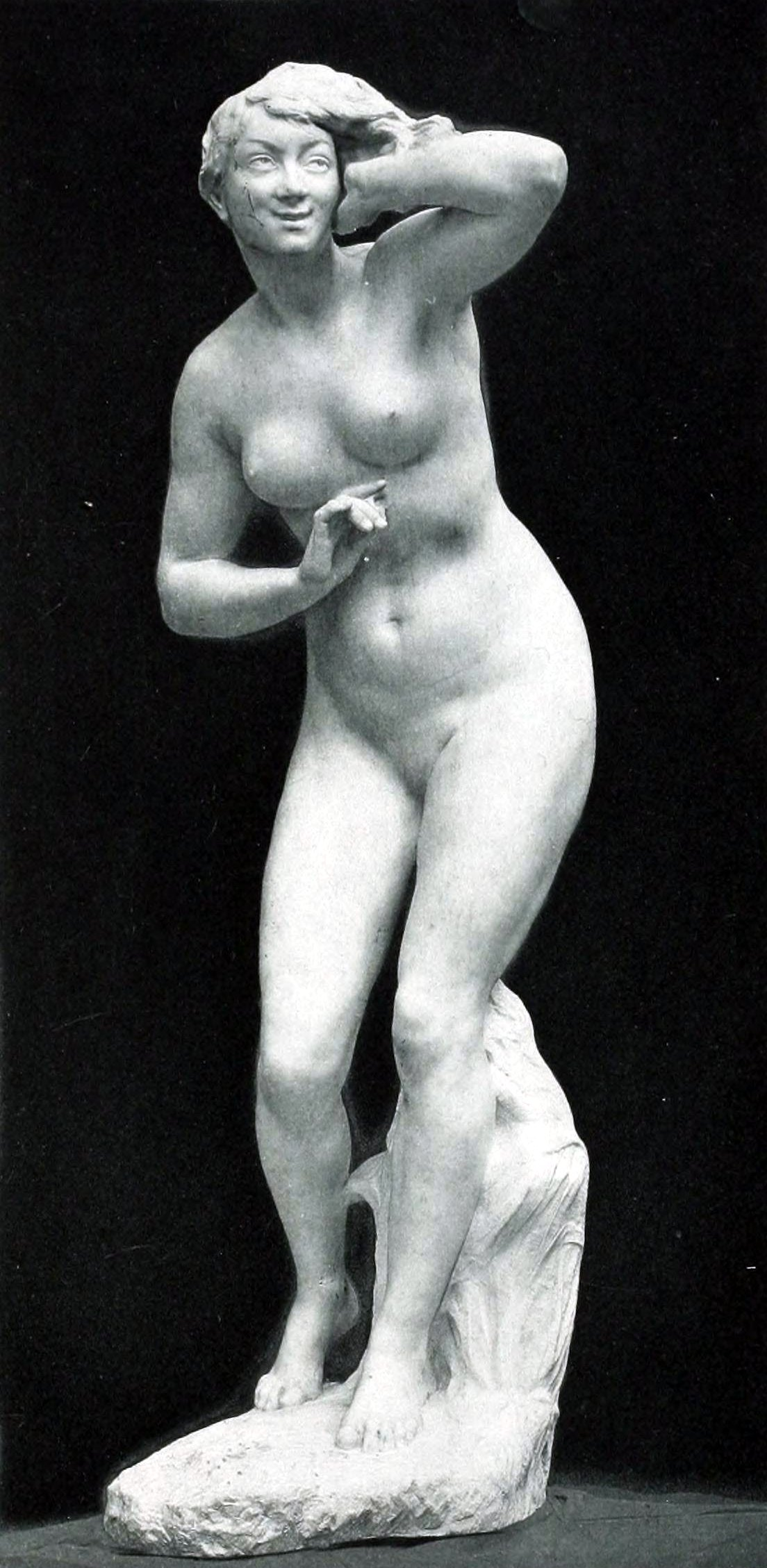
L'Écho enchanteur (Salon de 1894), marbre.

L’Écho enchanteur est une statue en marbre conservée à Maubeuge dans le parc la Roseraie. La statue est d’un réalisme puissant. L’utilisation du poncif de la main à l’oreille, utilisé pour de nombreuses effigies de Jeanne d’Arc, justifie le titre d’Écho.
Le modèle en plâtre est exposé au Salon des artistes français de 1891 sous le no 2815. Le sculpteur demanda à l’État d’acquérir l’œuvre et d’en commander la version en marbre. Le modèle fut pris en charge par le commissariat des expositions et commandée pour 9 000 francs le 15 juillet 1891. L’œuvre, ensuite rendue à l’artiste pour l'exécution du marbre est remise au palais des Champs-Élysées en 1894. La même année, le marbre est exposé au Salon et attribué au département de la sculpture du musée du Louvre pour le jardin du palais. En 1899, il sera placé dans le jardin du Carrousel, côté sud. La présence de l’Écho enchanteur dans ce jardin sera l’objet de nombreuses discordes. La statue est déplacée entre 1905 et 1921 dans l’allée centrale du pont de Solférino avant de retourner au Carrousel. Rayée des inventaires du Louvre en 1964, elle est envoyée au dépôt de l’État et attribuée à la ville de Maubeuge en 1965.

## Récompenses
Jean-Alexandre Pézieux remporte une mention honorable aux Salons de 1878 et 1880. Il gagne une médaille de troisième classe au Salon de 1882 et une bourse de voyage décernée par le Conseil supérieur des beaux-arts. Il remporte une médaille d’argent à l’Exposition universelle de 1889 décernée par le Salon des artistes français et une médaille de première classe au Salon de 1894.

## Œuvres répertoriées

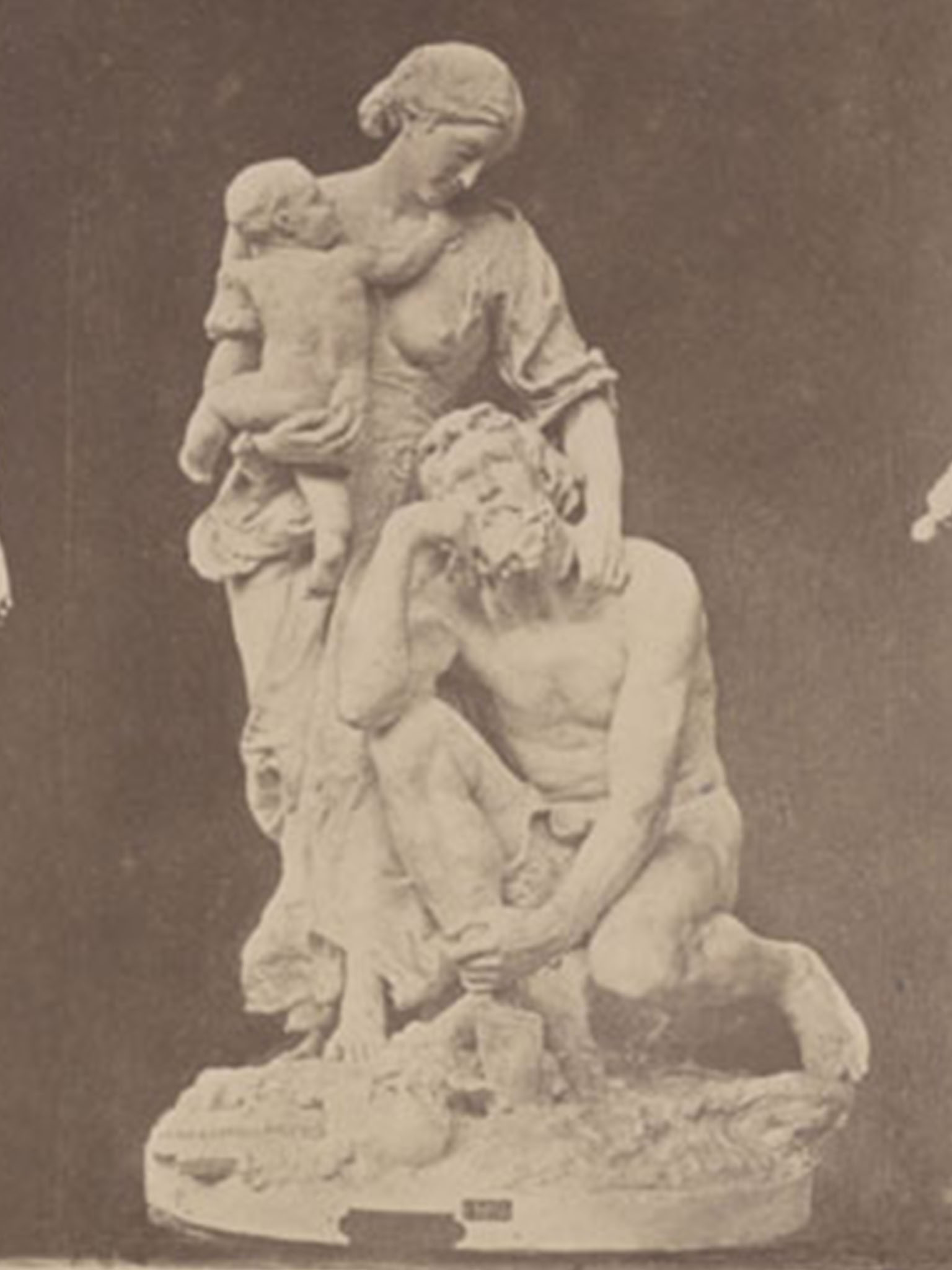
Non omnes morimur (Salon de 1882).

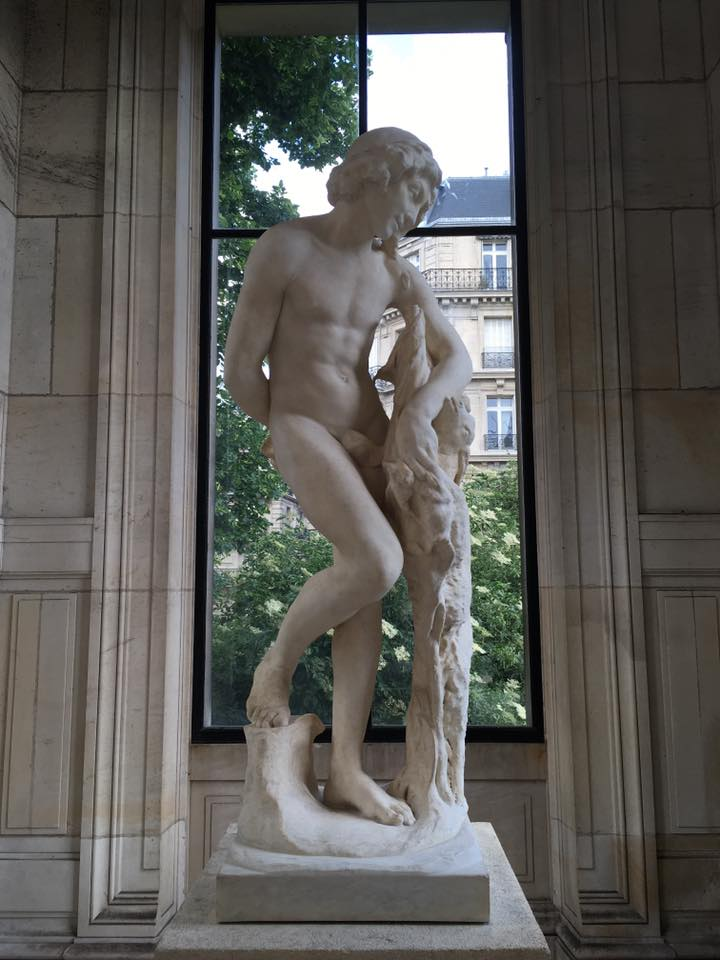
Jeune Berger (1894), Paris, palais Galliera.

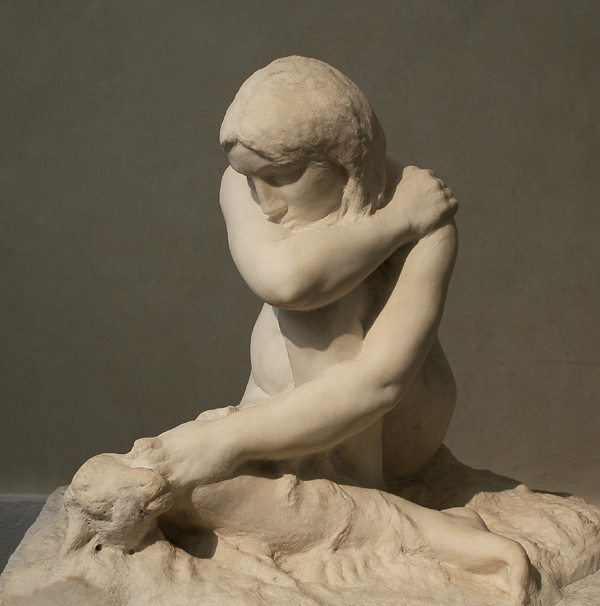
L'Émotion (1898), musée des beaux-arts de Lyon.

- Jeune homme excitant un coq de combat, Salon de 1878, plâtre[3].
- Portrait du père de l'artiste, Salon de 1879, buste en plâtre, 55 × 46 × 28 cm[3].
- Daphnis, Salon de 1880, plâtre, musée de Sens[3].
- M. M…, Salon de 1881, buste en plâtre[3].
- Vicaire, Salon de 1881, médaillon en terre cuite[6].
- Non omnes morimur, Salon de 1884, groupe en bronze, 200 × 107 × 105 cm, ornant le square Parmentier à Paris, il est envoyé à la fonte en 1942 sous le régime de Vichy[3],[12].
- Maréchal Pélissier, 1884, buste en marbre, Saint-Cyr-l'École, lycée militaire[13].
- Buste, Salon de 1886, marbre[3].
- M. Charles Russel, Salon de 1886, buste en terre cuite[3].
- Portrait de M. S. Delorme, Salon de 1887, médaillon en terre cuite[3].
- Virgo, Salon de 1887, buste en terre cuite, 61 × 26 × 37 cm[3].
- Vierge à l'enfant, Salon de 1887, groupe en marbre[3].
- Roland, ministre girondin, 1887, buste en marbre, Lyon, hôtel de préfecture du Rhône[13].
- Portrait de M. J. P., Salon de 1888, buste en marbre[3].
- Portrait de la mère de l'artiste ou Mme Antoine-Alexandre Pézieux, Salon de 1888, buste en cire[3]. Modèle du marbre conservé au musée des beaux-arts de Lyon.
- Jean-Alexandre Pézieux (1822-1887), 1888, buste en marbre, Paris, cimetière du Montparnasse[3].
- Le Martyre de Jeanne d'Arc, Salon de 1889, marbre, 245 × 77 × 87 cm, Rouen, Historial Jeanne d'Arc[3].
- Portrait, Salon de 1890, buste en cire[3].
- Mme Habay, né Déclat, 1891, bronze, Paris, cimetière du Père-Lachaise[3].
- François d'A. C., Salon de 1892, médaillon en terre cuite[3].
- Douleur, Salon de la Rose-Croix de 1892, médaillon en haut-relief, plâtre teinté[3].
- Étude, Tête pour une Idylle, Salon de la Rose-Croix de 1892, esquisse terre[5].
- Le Travail, Salon de la Rose-Croix de 1892, haut-relief en plâtre[14].
- Virgo admirabilis, Salon de la Rose-Croix de 1892, bas-relief en plâtre teinté ou terre cuite[8].
- Mlle Antoinette, Salon de 1893, buste en terre cuite[3].
- Tête de Christ, Salon de la Rose-Croix de 1893, médaillon, 70 × 50 × 15 cm, musée des beaux-arts de Lyon[14].
- L'Écho enchanteur, Salon de 1894, marbre[3].
- Oh ! Jeunesse, Salon de 1894, groupe en marbre[3].
- Songe d'avenir, Salon de 1896, plâtre[3].
- M. Kleczkowski, 1896, buste en marbre, Paris, Institut national des langues et civilisations orientales[13].
- Portrait de Mme Pierre Baudin, Salon de 1896, buste en marbre[3].
- La République, Salon de 1897, buste en marbre[3].
- Vierge, Salon de la Rose-Croix de 1897, buste en marbre[14].
- Christ, Salon de la Rose-Croix de 1897, médaillon en marbre[14].
- La Douleur, 1897, haut-relief en marbre ornant le tombeau d'Abel Rettlinger, Paris, cimetière du Montparnasse[3].
- Louis Pasteur, Salon de 1898, buste en plâtre[3].
- Jeune berger, 1894, marbre, Paris, palais Galliera[6].
- Le Christ, bas-relief en marbre, musée des beaux-arts de Lyon[6].
- L’Émotion, groupe en marbre, 94 × 110 × 90 cm, musée des beaux-arts de Lyon[6].
- Le Temps dévoilant les Heures, 1898, bas-relief en collaboration avec Jean-Joseph Carriès, fronton du  château de Meslay-le-Vidame[3],[15].